# Zimiromus beni
Zimiromus beni Platnick & Shadab, 1981 è un ragno appartenente alla famiglia Gnaphosidae.

## Etimologia
Il nome della specie deriva dalla località boliviana di rinvenimento degli esemplari il 29 settembre 1964: El Beni.

## Caratteristiche
L'olotipo maschile rinvenuto ha lunghezza totale è di 3,35mm; la lunghezza del cefalotorace è di 1,58mm; e la larghezza è di 1,22mm.

## Distribuzione
La specie è stata reperita nella Bolivia settentrionale: l'olotipo maschile è stato rinvenuto alla foce del Rio Baures, nei pressi di Rio Iténez, appartenente al dipartimento di Beni.

## Tassonomia
Al 2016 non sono note sottospecie e dal 1994 non sono stati esaminati nuovi esemplari.